# Portugiesisch-ruandische Beziehungen
Die portugiesisch-ruandischen Beziehungen umfassen die bilateralen Beziehungen zwischen Portugal und Ruanda. Die Länder unterhalten seit 1976 direkte diplomatische Beziehungen.
Die Beziehungen zwischen Portugal und Ruanda gelten als weitgehend problemfrei, nehmen aber erst langsam an Intensität zu. So ist ihr bilateraler Handel noch niedrig, dabei aber im Wachstum begriffen. Es bestehen keine bedeutenden gegenseitigen Auswanderergemeinden, und auch historisch kreuzten sich ihre Wege bisher kaum. Politisch bestehen ebenfalls vergleichsweise wenig Verbindungen, als bedeutendste Verbindungsglieder können die Zusammenarbeit zwischen der EU und Ruanda und die gemeinsame Arbeit in den UNO-Organisationen gelten. Neben den Wirtschaftsbeziehungen zählen daher die Kontakte auf zivilgesellschaftlicher Ebene bislang zu den wichtigsten Bezugspunkten zwischen beiden Ländern, die sich neben den Einsätzen portugiesischer Hilfsorganisationen inzwischen auch in kulturellen Aktivitäten zeigen, insbesondere seit der Erholung Ruandas ab den 2000er Jahren.
Im Jahr 2019 waren 29 Staatsbürger Ruandas in Portugal gemeldet, 2014 waren zwei portugiesische Staatsbürger konsularisch in Ruanda registriert.

## Geschichte
Das im 14. entstandene Königreich Ruanda lag auf Höhe jenes Teils der Ostküste Afrikas, den der portugiesische Entdecker Vasco da Gama 1498 erreichte und der danach Teil der Handelsrouten des Portugiesischen Weltreichs wurde (erste Ankunft da Gamas in Mombasa am 7. April 1498). Jedoch war die Küste Teil der Swahili-Gesellschaft, zu der das Königreich Ruanda kaum Beziehungen unterhielt, so dass es auch zu keinen bekannten Begegnungen zwischen Ruandern und Portugiesen kam.

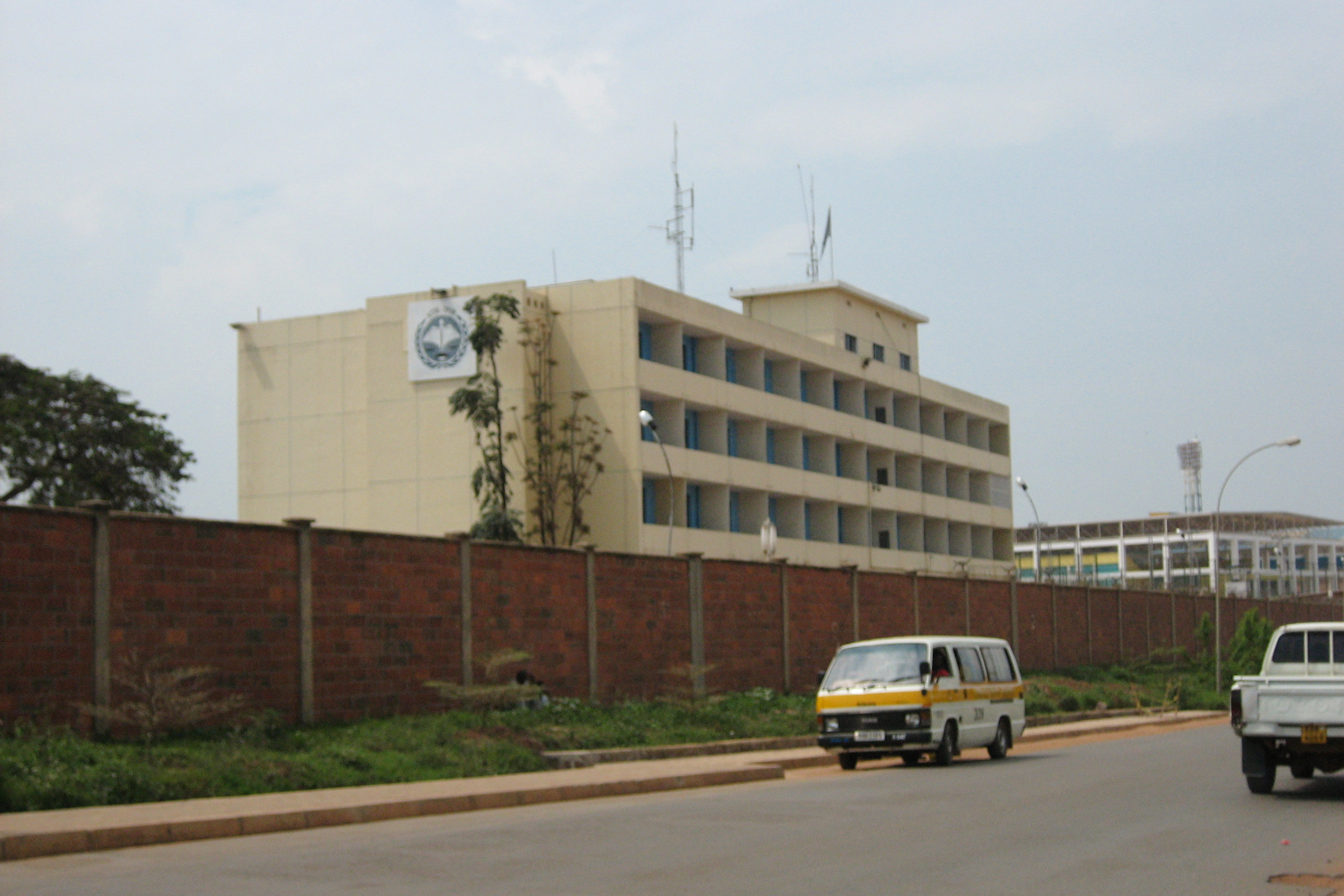
Gebäude des Internationalen Strafgerichtshof für Ruanda in der ruandischen Hauptstadt Kigali (2007): das Themengebiet rund um den Völkermord in Ruanda und seine Aufarbeitung bestimmte lange die Berichterstattung in Portugal über Ruanda.

Ruanda wurde ab 1890 deutsche Kolonie und nach dem Ersten Weltkrieg als Teil von Ruanda-Urundi eine belgische Kolonie.
1962 erlangte Ruanda seine Unabhängigkeit von Belgien. Zum kolonialistischen Estado Novo-Regime Portugals entstanden dabei keine Beziehungen, insbesondere wegen den seit 1961 ausbrechenden Portugiesischen Kolonialkriegen in seinen afrikanischen Überseeprovinzen.
Nach der linksgerichteten Nelkenrevolution 1974 beendete das nunmehr demokratische Portugal seine Kolonialkriege, entließ die Kolonien in die Unabhängigkeit und richtete die portugiesische Außenpolitik neu aus. Am 12. Februar 1976 nahmen Portugal und Ruanda diplomatische Beziehungen auf. Erstmals akkreditierte sich ein Vertreter Portugals am 25. Januar 1977 in Ruanda. Gegenseitige Vertretungen richteten beide Staaten danach nicht ein.
Die politischen und ethnischen Unruhen seither, insbesondere der Bürgerkrieg und der Völkermord in Ruanda in den 1990er Jahren, verhinderten bessere internationale Beziehungen. Auf zivilgesellschaftlicher Ebene gab es dagegen vermehrt Kontakte, über multilaterale Organisationen wie die UNO-Organisationen, vor allem aber auch direkt, durch Portugiesen, meist Ärzte, die für portugiesische Organisationen wie die Assistência Médica Internacional (AMI) oder internationale wie die Ärzte ohne Grenzen nach Ruanda kamen.
Im Zuge der ökonomischen Erholung des seit 2000 zunehmend stabilisierten Ruandas näherten sich beide Länder dann auch wirtschaftlich an. Der zuvor kaum existente bilaterale Handel begann Anfang der 2010er Jahre langsam zuzunehmen, und portugiesische Unternehmen wurden nun auch direkt in Ruanda tätig. So erhielt etwa der portugiesische Baukonzern Mota-Engil 2015 den Zuschlag für das 26 Millionen Euro umfassende Ausbauprojekt des Internationalen Flughafens von Kigali und wurde damit erstmals in Ruanda tätig.

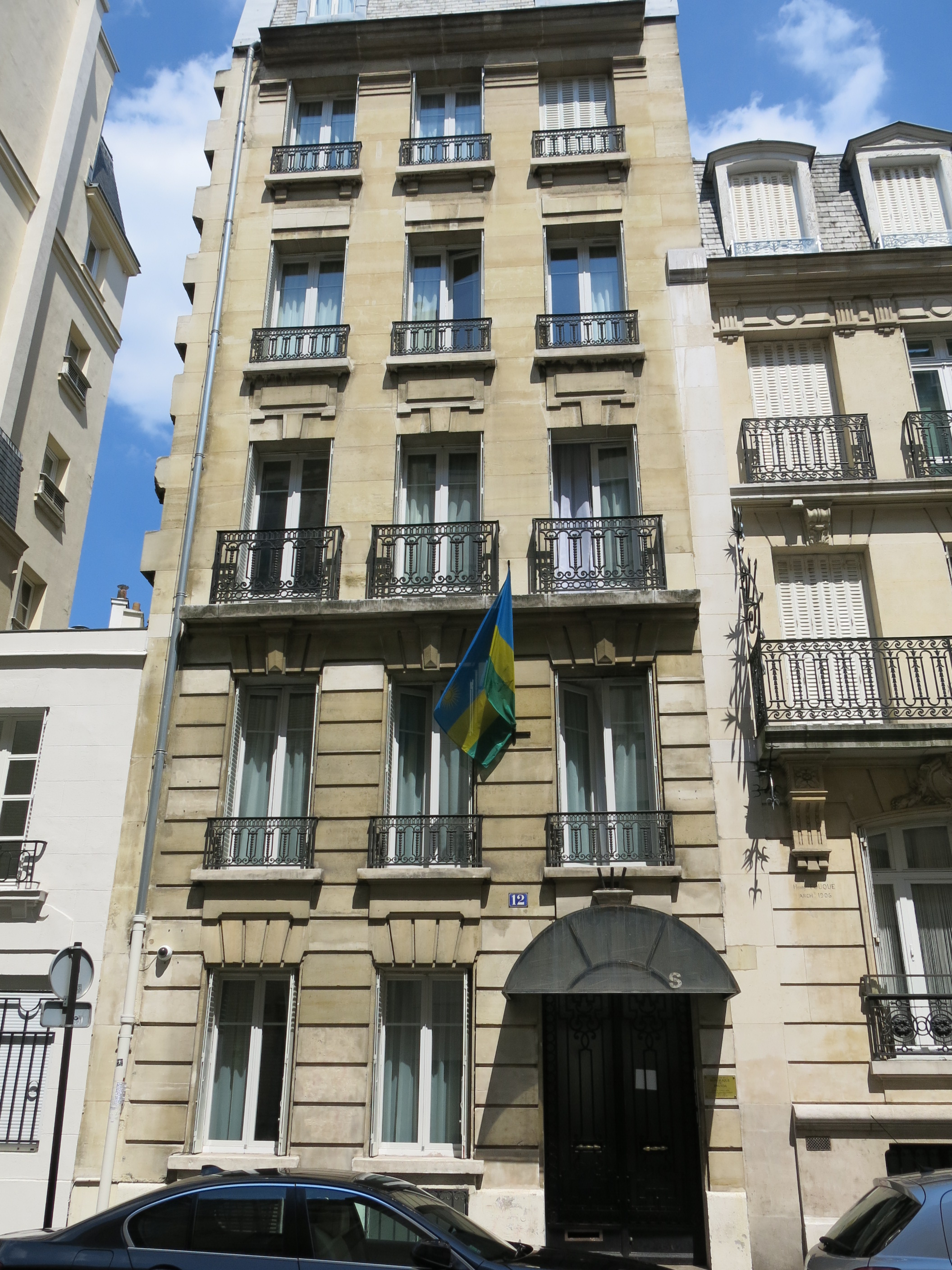
Die Botschaft Ruandas in Paris. Sie ist auch für Portugal zuständig.

Auch auf kulturellem und zivilgesellschaftlichem Gebiet näherten sich beide Länder nun etwas an. So existiert seit 2013 die portugiesische Schuhmarke Josefina, die exklusive Ballerinas herstellt, und aus einem Teil der Gewinne mittellosen ruandischen Frauen zur Gründung eigener Kleinunternehmen oder zu Berufsausbildungen verhilft. Der Lissabonner Zoo gehörte 2019 zu den teilnehmenden Tierparks des europäischen Verbands EAZA, der fünf Spitzmaulnashörner in Zusammenarbeit mit der Regierung Ruandas in den Akagera-Nationalpark brachte, um die Art dort zu retten.  Ein weiteres Beispiel war Ende 2020 die Lissabonner Kunstgalerie Underdogs, die bekannte Künstler wie Vhils, Bordallo II, Tamara Alves, Wasted Rita oder MAISMENOS einlud, um aus ausrangierten Solarpaneelen Kunstwerke zu schaffen, deren Verkaufserlöse aus der Online-Ausstellung Solar Panel Art Series – Underdogs Edition zum Großteil nach Ruanda an das Solar Kids School Programme der internationalen Little Sun Foundation geht.

## Diplomatie
Portugal führt keine eigene Botschaft in Ruanda, das Land gehört zum Amtsbezirk des portugiesischen Botschafters in Addis Abeba. Auch portugiesische Konsulate sind in Ruanda bisher nicht eingerichtet.
Ruanda unterhält ebenfalls keine eigene Botschaft in Portugal, das Land wird vom ruandischen Botschafter in Paris betreut. Auch ein Konsulat hat Ruanda aktuell nicht in Portugal (Stand 2020).

## Wirtschaft

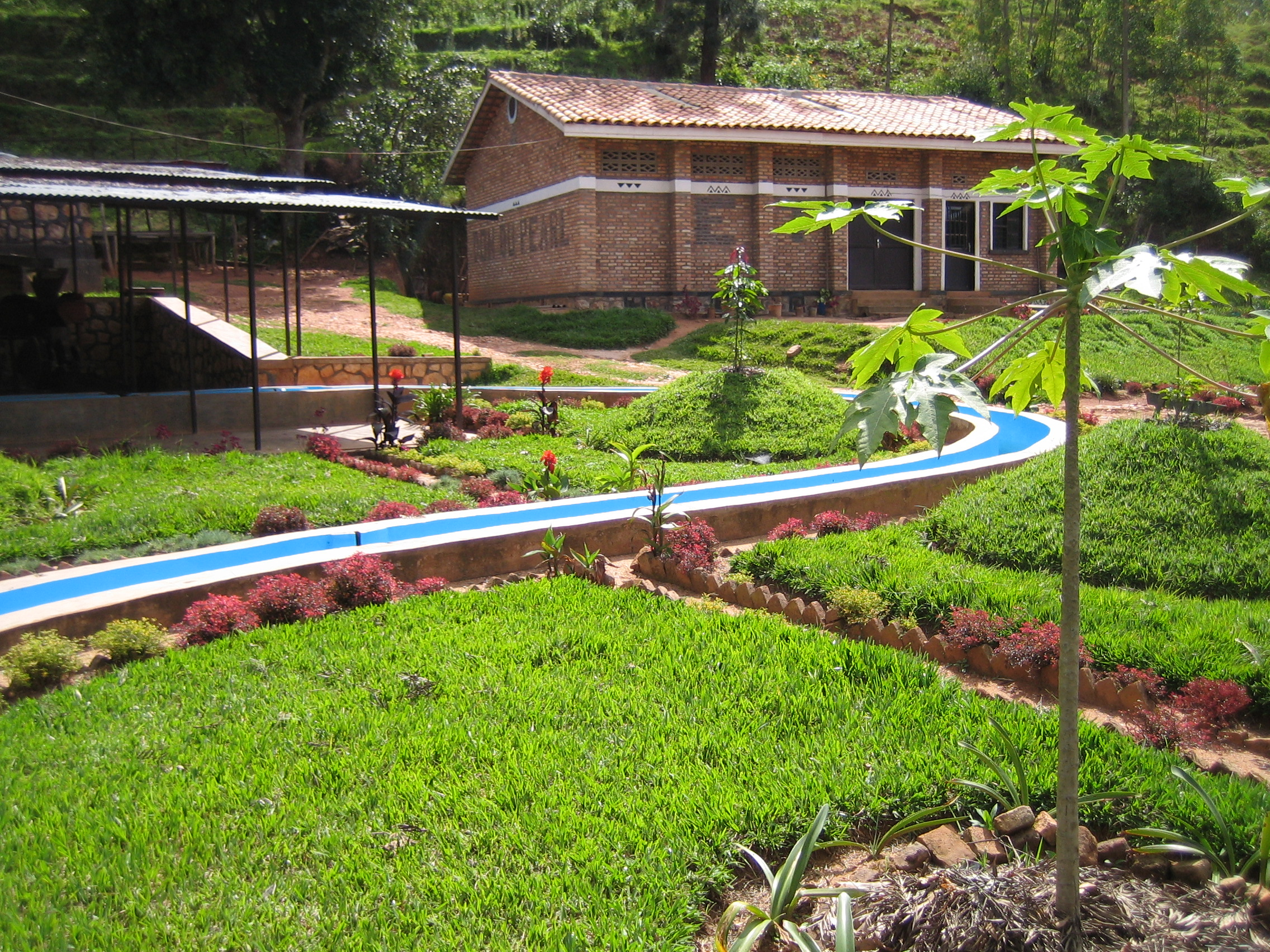
Aufzucht von Kaffeepflanzen in Maraba: Portugals wenige und unregelmäßige Importe aus Ruanda bestehen ganz überwiegend aus ruandischen Kaffeebohnen.

Der bilaterale Handel zwischen Portugal und Ruanda ist noch auf einem niedrigen Niveau, steigt aber stetig, mit einem bisher stets deutlichen Handelsbilanzüberschuss zu Gunsten Portugals. Das Handelsvolumen belief sich im Jahr 2018 auf 5,252 Mio. Euro (2017: 5,310 Mio.; 2016: 1,315 Mio.; 2015: 1,415 Mio.; 2014: 0,840 Mio.). 20 portugiesische Unternehmen waren 2018 im Handel mit Ruanda tätig.
Portugal exportierte dabei Waren im Wert von 5,252 Mio. Euro nach Ruanda (2017: 5,074 Mio.; 2016: 1,309 Mio.; 2015: 1,100 Mio.; 2014: 0,759 Mio.), davon 32,6 % Maschinen und Geräte, 28,1 % landwirtschaftliche Erzeugnisse (fast ausschließlich Malz), 22,7 % Metall, 4,1 % Kunststoffe und Gummi, und 3,3 % Fahrzeuge und Fahrzeugteile.
Ruanda exportierte im Jahr 2018 keine Waren nach Portugal (Warenexporte 2017: 236.000 Euro; 2016: 6.000 Euro; 2015: 315.000 Euro; 2014: 81.000 Euro), mit Kaffee als ganz überwiegendem Ausfuhrgut zuvor.
Damit stand Ruanda im portugiesischen Außenhandel an 125. Stelle als Abnehmer und an 185. Stelle als Lieferant, während Portugal im ruandischen Außenhandel an 40. Stelle als Kunde und an 27. Stelle als Lieferant stand.
Die portugiesische Außenhandelskammer AICEP unterhält keine Niederlassung in Ruanda, das Land wird vom AICEP-Büro in der äthiopischen Hauptstadt Addis Abeba betreut.

## Kultur
Mangels gegenseitiger Vertretungen gibt es auch nur wenig gegenseitige Ausstellungen oder Veranstaltungen, die von den jeweiligen Botschaften üblicherweise initiiert oder gefördert werden. Auch das portugiesische Kulturinstitut Instituto Camões ist nicht in Ruanda tätig.
Der Kulturaustausch findet daher meist in Form von Einladungen ruandischer Kulturschaffender nach Portugal statt. So kam etwa die ruandische Choreografin, Musikerin und Schauspielerin Dorothée Munyanez am 1. Februar 2019 an das Teatro Municipal Campo Alegre nach Porto, um mit ihrem Tanzensemble „Unwanted“ aufzuführen. Das Stück basiert auf den Gesprächen, die Munyanez mit ruandischen Frauen führte, die dort Opfer von Massenvergewaltigungen während des Bürgerkriegs und Völkermords geworden waren. Erstmals trat sie am 5. März 2017 in Portugal auf, an gleicher Stelle, als sie mit ihrem Stück „Samedi Détente“ gastierte, mit dem sie ihre eigene Jugend inmitten der Unruhen in Ruanda aufarbeitete.